# Auxopus
Auxopus é um género botânico pertencente à família das orquídeas (Orchidaceae).

## Lista de espécies
- Auxopus kamerunensis
- Auxopus macranthus
- Auxopus madagascariensis